# Tyler Hamilton
Pour les articles homonymes, voir Hamilton.
Tyler Hamilton est un coureur cycliste américain né le 1er mars 1971 à Marblehead (Massachusetts) aux États-Unis. Professionnel de 1995 à 2009, il est le seul coureur américain à avoir remporté l'une des cinq classiques « monuments » avec sa victoire sur Liège-Bastogne-Liège en 2003. Bon grimpeur, il a également gagné le Critérium du Dauphiné libéré en 2000 et le Tour de Romandie en 2003 et 2004. Coéquipier de Lance Armstrong chez US Postal Service lors des trois premiers des sept Tours de France que celui-ci a remportés avant d'être disqualifié (1999, 2000 et 2001), il a ensuite rejoint l'équipe CSC, avec qui il a terminé quatrième de cette course en 2003.
Il participe aux Jeux olympiques d'été de 2000 et 2004. En 2004, il remporte la médaille d'or lors du contre-la-montre individuel, mais est contrôlé positif. L'échantillon B ayant été mal conservé, la contre-expertise est impossible et aucune infraction de dopage ne peut être prouvée. Mais, après ses aveux, il sera déclassé en 2012 au profit de Viatcheslav Ekimov . C’est le premier sportif à avoir fait l'objet d'un contrôle antidopage révélant la pratique d'une transfusion sanguine lors du Tour d'Espagne 2004 et est suspendu deux ans.
Il fait son retour après sa suspension et devient champion des États-Unis sur route en 2008. En 2009, il est une nouvelle fois contrôlé positif et est suspendu pendant huit ans, ce qui le contraint à prendre sa retraite. En juillet 2010, il est assigné à comparaître devant un grand jury pour l'utilisation de drogues améliorant la performance dans le cyclisme. En mai 2011, il admet avoir utilisé des substances interdites en compétition et rend sa médaille d'or. En 2012, il co-écrit un livre intitulé « The Secret Race »  détaillant ses pratiques en matière de dopage et son expérience dans le monde du cyclisme. Le 10 août 2012, le Comité international olympique (CIO) le prive officiellement de sa médaille d'or obtenue en 2004.

## Biographie

### Jeunesse
Tyler Hamilton grandit à Marblehead, dans le Massachusetts, et fréquente la Holderness School à Plymouth, dans le New Hampshire, où il commence à faire du vélo. Après avoir été diplômé en 1990, il rejoint l'Université du Colorado à Boulder en tant que skieur et obtient un Bachelor of Arts en économie en 1994. Une blessure au dos (deux vertèbres cassées lors d'un entraînement de saut à ski) avec l'équipe de développement de l'Université en septembre 1991 met fin à sa carrière de skieur. Il se tourne alors vers le cyclisme.

### Carrière professionnelle

#### 1995-2004: de lieutenant d'Armstrong à leader chez Phonak
Il devient professionnel en 1995 avec l'équipe Montgomery Bell-US Postal Service, qui devient de 1996 à 2001 l'équipe US Postal Service. Hamilton participe à cinq Tours de France de 1997 à 2001, où il devient un des principaux « lieutenants » de son leader Lance Armstrong. Il acquiert une notoriété en protégeant son leader dans les cols et en faisant partie de l'équipe lors des trois premières victoires d'Armstrong sur le Tour de France (1999 à 2001). Il joue également le rôle d'éclaireur lors des contre-la-montre individuels, où il fait de son mieux pour fournir des comparaisons de temps intermédiaires pour Armstrong.
Pendant cette période, il parvient tout de même à s'adjuger le Tour du Danemark 1999.
En 2000, il prépare avec son équipe le Tour de France en participant au Critérium du Dauphiné libéré. Après notamment une huitième place lors du prologue derrière, il voit la victoire de son leader Lance Armstrong lors de la 3e étape, un contre-la-montre individuel entre Saint-Étienne et Saint-Chamond dont il prend la troisième place. Il se retrouve donc troisième du classement général. Le lendemain, la course fait étape au sommet du Mont Ventoux et Hamilton s'impose au terme de l'ascension du "Géant de Provence", quelques secondes devant le Suisse Alex Zülle (Banesto). Il se rapproche alors à trois secondes du nouveau leader, Haimar Zubeldia (Euskaltel-Euskadi). Lors de la 5e étape, Hamilton et Armstrong s'échappent seuls en fin de parcours et arrivent ensemble sur la ligne d'arrivée à Digne-les-Bains, Hamilton remportant sa deuxième victoire d'étape d'affilée. Il en profite pour prendre la tête du classement général devant Zubeldia et Armstrong. Deux jours plus tard à Sallanches, le podium est toujours le même et Hamilton s'impose, remportant également le classement par points et le classement du combiné. Il offre ainsi à l'équipe US Postal Service sa première victoire sur cette course par étape.
En 2002, il quitte l'équipe américaine et part chez CSC, devenant à son tour leader d'une équipe sous la direction de Bjarne Riis. Il gagne une étape et finit deuxième du Tour d'Italie 2002 à moins de 2 minutes du vainqueur Paolo Savoldelli, malgré une fracture à la clavicule et de graves problèmes à la mâchoire. Plus tard cette année-là, il participe au Tour de France, en soutien de Carlos Sastre et se classe 15e du classement général.
En 2003, Hamilton devient le premier coureur américain à gagner Liège-Bastogne-Liège, après une attaque en solitaire à quatre kilomètres de l'arrivée. Il s'adjuge ensuite le Tour de Romandie, course de préparation pour le Tour de France où il se fracture la clavicule dès la première étape. Au lieu d'abandonner, il reste en course pour terminer le Tour. Il surprend tout le monde lorsqu'il parvient à suivre et attaquer Armstrong à l'Alpe d'Huez sur la huitième étape. Plus tard, il réalise l'un des exploits les plus mémorables du Tour en gagnant la 16e étape après une échappée en solitaire de 142 kilomètres. Il finit quatrième du Tour, malgré ce trait de fracture à la clavicule.
En 2004, Phonak l'engage avec comme objectif annoncé la victoire finale au Tour de France. Il s'adjuge le Tour de Romandie pour la deuxième année consécutive. En outre, il se classe deuxième du Critérium du Dauphiné libéré, battant Armstrong dans le contre-la-montre du Mont Ventoux, ce qui le place au rang des favoris du Tour de France. Cependant, lors du Tour, il abandonne lors de la treizième étape, en raison d'un mal de dos, principalement dû à une chute lors de la sixième étape.

#### 2004-2009: titre olympique et contrôles positifs
Il remporte quelques semaines plus tard la course contre-la-montre des Jeux olympiques d'Athènes. À la suite de cette course, le test antidopage du premier échantillon révèle un dopage par transfusion sanguine, mais le second échantillon ayant été mal conservé, la contre-expertise est impossible et Tyler peut conserver son titre.
En septembre 2004, pendant la Vuelta, juste après sa victoire dans un contre-la-montre, il est contrôlé positif à un dopage par transfusion sanguine. Son équipe, Phonak le licencie et il est condamné à une suspension de deux ans, soit jusqu'en septembre 2006. De plus, L'UCI lui interdit toute collaboration avec une équipe du ProTour pour quatre ans.
En juillet 2006, il est également cité dans l'Affaire Puerto.
En 2007, il signe avec l'équipe italo-russe Tinkoff Credit Systems. Mais à la veille du Tour d'Italie, le 9 mai 2007 cette équipe le suspend (ainsi que son coéquipier Jörg Jaksche), à la suite des déclarations successives d'Ivan Basso et d'autres coureurs, qui ont accepté de collaborer dans le cadre de l'affaire Puerto.
En 2008 il retrouve un contrat avec l'équipe américaine Rock Racing. Il n'est pas autorisé en février à participer au Tour de Californie en raison de son implication dans l'affaire Puerto. Après un début de saison discret et sans résultat, il remporte le Tour du lac Qinghai en glanant une étape. Il s'agit de son premier succès depuis 2004. Il récidive quelques semaines plus tard en devenant champion des États-Unis sur route. Contrôlé positif à la DHEA début 2009, il annonce le 17 avril mettre un terme à sa carrière.
L'Agence américaine antidopage (USADA) le condamne, le mardi 16 juin 2009, à une suspension de huit ans, à la suite de ce dernier contrôle positif aux stéroïdes. Une sanction qui met ainsi un terme définitif à la carrière de l'Américain, dépressif depuis 2003.

### Après le vélo
Retiré du cyclisme professionnel, il vit à Boulder, dans le Colorado où il a créé en 2009 une société d'entraînements personnalisés pour cyclistes.
En 2011, au cours d'un interview dans le cadre de l'émission 60 Minutes de CBS, il avoue s'être dopé durant sa carrière et déclare avoir vu Lance Armstrong faire de même à l'occasion des Tours de France 1999 et 2000. Il choisit aussi de renoncer à sa médaille olympique, qu'il remet au Comité international olympique, via son agence nationale de lutte antidopage.
Début septembre 2012 il publie avec Daniel Coyle The Secret Race, où il détaille les pratiques dopantes au sein du peloton, y compris celles d'Armstrong. En octobre, l'USADA remet un rapport incriminant Armstrong pour dopage et ce dernier est banni à vie et voit ses sept victoires sur le Tour de France retirées par l'UCI. Hamilton fait partie des témoins ayant participé à l'enquête. Fin novembre, son livre The Secret Race remporte le 'William Hill Sports Book of the Year', un prix littéraire consacrant le meilleur livre sportif de l'année.

## Vie privée
Il s'est marié à Haven en 1999. Elle suivait les courses, et on pouvait la voir sur des photos et des interviews avec Tugboat, le golden retriever du couple. Ils se sont séparés à l'amiable au printemps 2008 après neuf ans de mariage.
Hamilton a révélé dans une interview en avril 2009 qu'il avait été soigné pour dépression pendant six ans.
En décembre 2011, il épouse Lindsay Hamilton avec qui il vit désormais dans l'Etat du Montana aux Etats-Unis.

## Palmarès
| - 1993 - Tour of the Adirondacks - 2e de la Mammoth Classic - 1994 - 1re étape de la Fitchburg Longsjo Classic (contre-la-montre) - 3e de la Fitchburg Longsjo Classic - 1995 - 2e de la Nevada City Classic - 1996 - 1rea et 4e étapes des Rutas de América - Teleflex Tour : - Classement général - 3e étape (contre-la-montre) - Fitchburg Longsjo Classic : - Classement général - 4e étape - 1re et 2e étapes de la Red River Classic - 2e de la Hamilton Bank Classic - 1997 - Mount Washington Hillclimb - Killington Stage Race : - Classement général - 3e étape - 1999 - Tour du Danemark : - Classement général - 4eb étape (contre-la-montre) - Mount Washington Hillclimb - 2000 - Critérium du Dauphiné libéré : - Classement général - 4e et 5e étapes - 3eb étape du Tour des Pays-Bas (contre-la-montre) - 10e du contre-la-montre des Jeux olympiques | - 2002 - 14e étape du Tour d'Italie (contre-la-montre) - 2e du Tour d'Italie - 2003 - Liège-Bastogne-Liège - Tour de Romandie : - Classement général - 5e étape (contre-la-montre) - 16e étape du Tour de France - 4e du Tour de France - 2004 - Champion olympique du contre-la-montre - Tour de Romandie - Classement général - 5e étape (contre-la-montre) - 8e étape du Tour d'Espagne (contre-la-montre) - 2e du Critérium du Dauphiné - 9e de Liège-Bastogne-Liège - 2005 - Mount Washington Hillclimb - 2006 - Mount Washington Hillclimb - 2008 - Champion des États-Unis sur route - Tour du lac Qinghai : - Classement général - 8e étape |  |

## Résultats sur les grands tours

### Tour de France
8 participations
- 1997 : 69e
- 1998 : 51e
- 1999 : 13e
- 2000 : 25e
- 2001 : 94e
- 2002 : 15e
- 2003 : 4e, vainqueur de la 16e étape
- 2004 : abandon (13e étape)

### Tour d'Italie
1 participation
- 2002 : 2e, vainqueur de la 14e étape (contre-la-montre)

### Tour d'Espagne
Tyler Hamilton a participé deux fois au Tour d'Espagne. Ses résultats lors de l'édition 2004, dont une victoire contre-la-montre, ont été annulés car il y a fait l'objet d'un contrôle positif à la transfusion sanguine.
- 1999 : abandon
- 2004 : abandon, vainqueur de la 8e étape (contre-la-montre)

## Classements mondiaux
| Année         | 2008 |
| ------------- | ---- |
| UCI Asia Tour | 8e   |